# Michael Preetz
Michael Preetz, född 17 augusti 1967 i Düsseldorf, är en tysk före detta professionell fotbollsspelare (anfallare) och numera manager i Hertha BSC Berlin.
Michael Preetz fick sitt genombrott sent då han spelade i Hertha BSC Berlin. Preetz var i slutet av 1990-talet lagets skyttekung och fick även prova på spel i det tyska landslaget men det blev bara sju matcher. Han avslutade spelarkarriären 2003 och var sedan assisterande tränare i Hertha BSC fram till 2009 då han tog över huvudansvaret.

## Klubbar
- Fortuna Düsseldorf
- 1. FC Saarbrücken
- MSV Duisburg
- SG Wattenscheid 09
- Hertha BSC Berlin